# Eurylister satzumae
Eurylister satzumae är en skalbaggsart som först beskrevs av Lewis 1889.  Eurylister satzumae ingår i släktet Eurylister och familjen stumpbaggar. Inga underarter finns listade i Catalogue of Life.